# 综合拼读
综合拼读（又稱合成拼读）是一種教授英語词汇认读的方法。首先該方法會教授每個字母的發音，然後逐漸延展並將這些發音混合起來，最終能說出某個單字的完整發音。

## 系統拼读
“系統拼读”（Systematic phonics）不是一種發音教學的具體方法; 相反，它是發音的其中一個類別。它包含了“综合拼读”和“分析拼读”(Analytic phonics)。 它們之所以是「有系統的」，是因為英文字母和其發音會以特定順序而教， 不是隨意地或在「有需要時」才教導。 然而，系統拼读多數指“综合拼读”，因為它有具體的指導方法。 （根據2006年在英國進行的調查，「Systematic phonics」（系統拼读）一詞被「generally understood as synthetic phonics(普遍理解為综合拼读)」。） 
系統發音並不包括全語言教育（whole language approach） 和均衡讀寫（Balanced Literacy），例如嵌入式發音和發音迷你課程等等。

### 分析拼读
“分析拼读”不會像「综合拼读」那樣，教孩子們每個字的獨立發音，而是盡量在有意義的語境中教導聲音和字母。

### 综合拼读
“综合拼读”使用「混合」的概念，即是將字母的獨音發音，組合成一個完整發音。固此命名為「综合拼读」。現時，不同出版商有各種學習合成發音的計劃，如快樂發音（Jolly Phonics）和牛津閱讀樹 （Oxford Reading Tree）。

## 歷史
閱讀和寫作的教學多年來一直在變化，由傳統拼寫和發音方式漸漸變為「Look-say」和全語言教育的方式，即是教導學生記著生字。 在十八世紀的美國，諾亞·韋伯斯特（Norah Webster）在引入了拼寫音標的方式；而在英國，詹姆斯·皮特曼（James Pitman）的“初級教學字母表”在二十世紀六十年代很受歡迎。 近年來，各種發音方法已經復甦。

### 英國

#### 羅士的檢討報告
詹姆羅士爵士回應了英國教育部的要求，對教育幼兒閱讀的模式作出了一人份檢討報告。雖然報告經常使用「 Systematic phonics」（系統拼读）的字眼，但它多數是synthetic phonics（综合拼读）。事實上，英國教育部是使用「systematic synthetic phonic」（系统综合拼读）這個字眼的。以下總結了報告對於發音的觀察及建議： 
- 它使用了它所認同的「高質素、有系統」發音去支援說話、聆聽、閱讀及寫作技巧。
- 幼兒應接觸足夠閱讀前指導，使他們能夠在五歲以前開始發音的學習。
- 高質素的發音系統應該作為「首選方法」去教導讀寫及拼字。
- 發音教學應被歸入「廣泛而豐富的語言課程」的一部分。（注意： 有批評者指出，報告並沒有詳盡解釋，也沒有提供執行這個計劃的細節。）

#### 對羅士報告的批評
2007年4月的一份報告，多米尼・偉斯 （Dominic Wyse）和莫勒・史泰士教授肯定了那些支持systematic phonic（系统拼读）的證據； 但他們認為羅士的報告提出「推薦synthetic phonic」（综合拼读）」是「沒有研究報告支持」的。此批評是基於報告的研究方法，及如何解釋結果。
2011年10 月，全國幼兒教育行動網（英國）作出評論，針對英國政府有意在托兒所和幼稚園高年級推行發音教學法（如系统拼读、综合拼读），認為這個決定「並未得到研究證據的支持」。

#### 羅士報告後的發展
英國學校使用發音教學法，而英國教育部為有意學習更多的老師提供大量線上支援。
2011年3月，英國教育部公佈了名為「教育重要性」的白皮書。在執行摘要中，他們承諾支持systematic synthetic phonic（系统综合拼读），作為針對閱讀最好的教學方法。